# Olekszandr Szerhijovics Huscsin
Olekszandr Szerhijovics Huscsin (ukránul: Олександр Сергійович Гущин; Odessza, 1966. augusztus 5. – Odessza, 2000. január 17.) ukrán labdarúgó, csatár.

## Pályafutása

### Klubcsapatokban
Huscsin 1985-ben két szovjet élvonalbeli mérkőzésen szerepelt a Dinamo Kijiv csapatában, amellyel abban a szezonban szovjet bajnok lett. 1987-ben a Csornomorec Odesza csapatához szerződött; a csapatban 1987 és 1989 között tizenkét élvonalbeli mérkőzésen egy gólt szerzett. 1990-ben az alacsonyabb osztályú Krisztal Herszon csapatától igazolt a magyar másodosztályú BVSC Budapest csapatához, amelyben huszonegy bajnoki mérkőzésen nyolc gólt szerzett, majd a Csepel csapatához igazolt. 1993-ban Finnországban futballozott. 1995 és 1996 között huszonegy mérkőzésen lépett pályára az ukrán élvonalban a Zorja Luhanszk és a Kreminy Kremencsuk csapataiban. Utoljára a Szignal Odesza csapatában futballozott.